# Nowe Miasto (Elbląg)
Nowe Miasto – jedna z południowych dzielnic Elbląga.

## Historia

Herb Nowego Miasta Elbląga

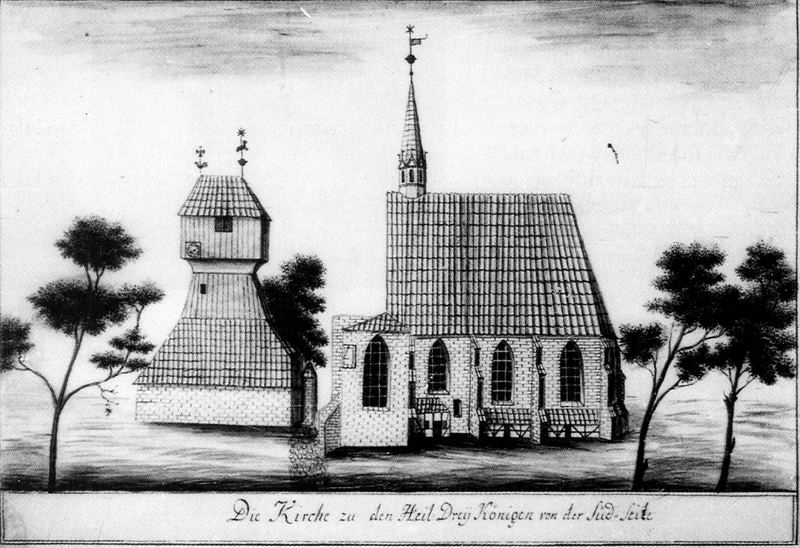
Kościół parafialny pw. Trzech Króli przed wyburzeniem w 1881 r.

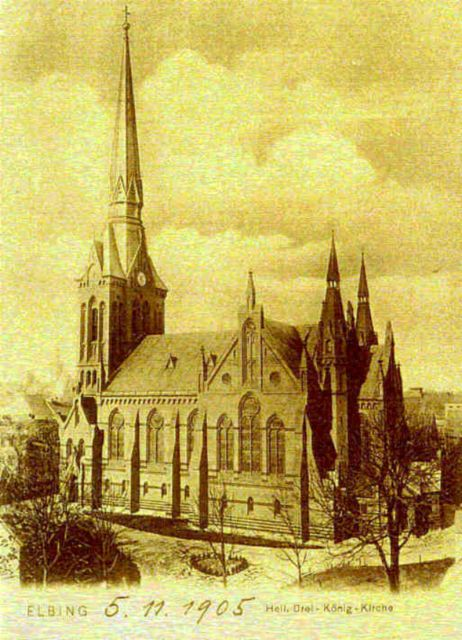
Nowy kościół pw. Trzech Króli (nieistniejący)

W miejscu dzisiejszej dzielnicy znajdowało się miasto założone w 1337 roku, które powstało jako ośrodek konkurencyjny wobec Starego Miasta Elbląga. W 1341 roku wzmiankowany był po raz pierwszy parafialny Kościół Trzech Króli w Elblągu. Nowe Miasto Elbląg otrzymało przywilej lokacyjny w 1347 roku i posiadało swój ratusz miejski usytuowany w pobliżu skrzyżowania obecnych ulic Giermków i Ślusarskiej. Nowe Miasto Elbląg było jednym z członków założycieli Związku Pruskiego w dniu 14 marca 1440 roku. W wyniku postanowień II pokoju toruńskiego z 1466 roku miasto zostało włączone do Królestwa Polskiego. W 1478 Stare i Nowe Miasto połączyły się.
W latach 1881–1885 rozebrano stary kościół parafialny i na jego miejscu zbudowano nowy w stylu neogotyckim.
Przed II wojną światową tereny, na których leży obecnie Nowe Miasto, stanowiły część elbląskiej starówki. Skala zniszczeń powstałych w 1945 roku była jednak na tyle duża, że z przedwojennej zabudowy nic nie ocalało. Dopiero w latach 60. rozpoczęto na szeroką skalę zabudowywać zniszczony teren. Wytyczono nowe ulice, których przebieg nie ma nic wspólnego z ówczesnym przedwojennym układem. Wybudowano tam wówczas kilkupiętrowe, wielorodzinne bloki mieszkalne, a przy końcu lat 60. w południowej części dobudowano pięć 8-piętrowych wieżowców. Na terenie dzielnicy znajduje się trzygwiazdkowy hotel Arbiter (dawniej hotel Gromada/Elzam) oraz pomnik Ofiar Grudnia '70.

## Położenie
Nowe Miasto leży w południowej części miasta. Granice obecnej dzielnicy wyznaczają ulice: Hetmańska, 1 Maja, Rycerska, Tysiąclecia. Bezpośrednio sąsiaduje z takimi dzielnicami jak Śródmieście, Stare Miasto i Osiek.

## Wykaz ulic, placów i skwerów dzielnicy
- 1 Maja
- Chmurna
- Giermków
- Godlewskiego Zbyszka
- Hetmańska
- Janowska
- Leszno
- Mączna
- Rebinina Waldemara, skwer
- Rycerska
- Słowiański, plac
- Solidarności, plac
- Szkolna
- Szpitalna
- Ślusarska
- Tysiąclecia, aleja
- Wolności, plac

## Ważniejsze obiekty
- hotel „Arbiter”
- Szkoła Podstawowa nr 21
- pomnik Ofiar Grudnia '70
- budynek dawnego oddziału Narodowego Banku Polskiego

## Komunikacja
Do Nowego Miasta można dojechać:
- tramwajami ZKM Elbląg linii numer 1, 2 i 3;
- autobusami ZKM linii numer: 12, 13, 14, 15, 19, 20, 21 oraz linii nocnej 100[1].